# 최만린
최만린(崔滿麟, 1935년 10월 3일 ~ 2020년 11월 17일)은 대한민국 현대 추상조각의 대표적인 1세대 조각가이다.
본관은 수원(水原)이고 경성부(지금의 서울) 출생이다. 1935년 아버지 최춘빈(崔春彬)과 지석모(池錫模)의 외동딸인 어머니 지명순(池明淳) 사이에 2대독자로 태어났다. 본관은 수원. 부친은 동아일보 만주 지국장이었고 어머니는 모더니스트였다. 양친 모두 본적이 서울 종로이며 모두 서울 토박이 중에서도 골수 서울 토박이였다. 서울 종로구 혜화동에 있던 외가에서 외조부의 사랑을 받으면서 유년기를 비롯한 성장기를 보냈다. 그러나, 경기중학교 3학년 때인 1950년 한국 전쟁이 발발하며 부모님과 형제들을 모두 잃어버렸다.
그 훗날 그는 1958년 12월에서 1961년 3월까지 서울중앙방송(지금의 KBS 한국방송공사)의 아나운서를 지냈으며 특히 음악평론가 출신의 이백천 PD와 서울중앙방송 입사 동기이기도 그는 서울중앙방송 아나운서 시절이던 1960년 9월에는 가수 출신 이석에게 "목소리 억양이 부드러우니 아나운서 시험 공부해도 되겠습니다."라 권유하였지만 이석이 가수 지망생임을 사유로써 정중히 사양한 바 있다.
1961년 27세에 국전 추천작가, 1967년부터 서울대에 출강, 1972년부터 국전 심사위원, 운영위원을 거쳤다.
1997년에서 1999년까지 국립현대미술관장 역임, 2000년부터 현재까지 서울대학교 미술대학 명예교수이다.
1997년 대한민국 환경문화상, 2014년 대한민국 은관 문화훈장을 수상했다.

## 가족 관계
- 외조부: 지석모(池錫模)
- 아버지: 최춘빈(崔春彬)
- 어머니: 지명순(池明淳)
  - 배우자: 김소원(1935년 6월 28일 ~ ) - 성우 겸 연기자, 슬하 1남 1녀
    - 아들: 최아사(1960년 ~ ) - 건축학 교수
      - 자부: 박희교(1964년 ~ ) - 최아사와의 사이에서 자녀 슬하 1남 1녀

    - 딸: 최아란(1962년 11월 14일 ~ ) - 연극배우

## 주요 경력
- 1958년 ~ 1961년 서울중앙방송 아나운서
- 1961년 조각가로 본격적인 입문
- 1967년 서울대학교 미술대학 조소과 교수
- 1970년 서울대학교 조형연구소 소장(1971년 퇴임)
- 1992년 서울대학교 미술대학 학장(1995년 퇴임)
- 1997년 국립현대미술관 관장(1999년 퇴임)
- 2000년 서울대학교 명예교수(2000년 8월)
- 2000년 자유민주연합 당무위원(2000년 12월)
- 2001년 자유민주연합 당무위원 직위 퇴임(2001년 1월)
- 2014년 대한민국 은관문화훈장 수상.